# 9 to 5 (film)
9 to 5 is een Amerikaanse film uit 1980 van regisseur Colin Higgins. De hoofdrollen worden vertolkt door Jane Fonda, Lily Tomlin en Dolly Parton. De film was een kassucces, ook in België, en was de eerste 'vrouwelijke' komedie die meer dan 100 miljoen dollar opbracht. Het titelnummer 9 to 5, gezongen door Dolly Parton, kreeg een Oscarnominatie voor beste originele nummer.

## Verhaal
Drie vrouwelijke werknemers zijn het gedrag van hun seksistische baas beu en ze smeden een plan om hem tot inkeer te brengen.

## Rolverdeling
| Acteur            | Personage       |
| ----------------- | --------------- |
| Jane Fonda        | Judy Bernly     |
| Lily Tomlin       | Violet Newstead |
| Dolly Parton      | Doralee Rhodes  |
| Dabney Coleman    | Franklin Hart   |
| Sterling Hayden   | Tinsworthy      |
| Elizabeth Wilson  | Roz             |
| Henry Jones       | Hinkle          |
| Lawrence Pressman | Dick            |
| Marian Mercer     | Missy Hart      |

## Achtergrond
Het basisidee werd aangeleverd door Jane Fonda. 9 to 5 was het filmdebuut van zangeres Dolly Parton.

## Bewerkingen
Er was een tijdlang sprake van een vervolg maar dit idee werd afgevoerd na het overlijden van regisseur Colin Higgins. Wel volgden er een televisiereeks en een musical.